# Агуїмес
Агуїмес (ісп. Agüimes) — муніципалітет в Іспанії, у складі автономної спільноти Канарські острови, у провінції Лас-Пальмас, на острові Гран-Канарія. Населення — 29 431 особа (2010).
Муніципалітет розташований на відстані близько 1760 км на південний захід від Мадрида, 26 км на південь від міста Лас-Пальмас-де-Гран-Канарія.
На території муніципалітету розташовані такі населені пункти: (дані про населення за 2010 рік)
- Агуїмес: 5930 осіб
- Плая-де-Арінага: 8774 особи
- Ла-Банда: 565 осіб
- Лос-Корралільйос: 204 особи
- Крусе-де-Арінага: 9342 особи
- Ла-Голета: 418 осіб
- Лас-Росас: 478 осіб
- Темісас: 345 осіб
- Варгас: 278 осіб
- Куартерія-ель-Уно: 11 осіб
- Монтанья-Сан-Франсіско: 105 осіб
- Монтанья-лос-Велес: 1486 осіб
- Полігоно-де-Арінага: 1495 осіб

## Демографія
Динаміка населення (INE ):

## Галерея зображень

Розташування муніципалітету на острові Гран-Канарія